# Cúp bóng đá châu Phi 2008
Cúp bóng đá châu Phi 2008 là Cúp bóng đá châu Phi lần thứ 26, được tổ chức tại Ghana từ ngày 20 tháng 1 đến ngày 10 tháng 2 năm 2008.
Đương kim vô địch Ai Cập bảo vệ được chức vô địch châu lục sau khi vượt qua Cameroon với tỉ số 1–0 ở trận chung kết.

## Địa điểm
| Accra                                 | AccraKumasiTamaleSekondi-Takoradi | Kumasi                        |
| ------------------------------------- | --------------------------------- | ----------------------------- |
| Sân vận động Ohene Djan               | AccraKumasiTamaleSekondi-Takoradi | Sân vận động Baba Yara        |
| Tập tin:Ohene Djan stadium, Accra.jpg | AccraKumasiTamaleSekondi-Takoradi |                               |
| Sức chứa: 40.000                      | AccraKumasiTamaleSekondi-Takoradi | Sức chứa: 40.528              |
| Tamale                                | AccraKumasiTamaleSekondi-Takoradi | Sekondi-Takoradi              |
| Sân vận động Tamale                   | AccraKumasiTamaleSekondi-Takoradi | Sân vận động Sekondi-Takoradi |
|                                       | AccraKumasiTamaleSekondi-Takoradi |                               |
| Sức chứa: 21.017                      | AccraKumasiTamaleSekondi-Takoradi | Sức chứa: 20.088              |

## Các đội vào vòng chung kết
| Đội bóng    | Tư cách tham dự | Số vòng chung kết đã tham dự | Số lần vô địch |
| ----------- | --------------- | ---------------------------- | -------------- |
| Angola      | Nhất nhóm 6     | 4                            |                |
| Bénin       | Nhì nhóm 9      | 2                            |                |
| Cameroon    | Nhất nhóm 5     | 15                           | 4              |
| Ai Cập      | Nhất nhóm 2     | 21                           | 5              |
| Ghana       | Chủ nhà         | 16                           | 4              |
| Guinée      | Nhất nhóm 8     | 9                            |                |
| Bờ Biển Ngà | Nhất nhóm 1     | 17                           | 1              |
| Mali        | Nhất nhóm 9     | 5                            |                |
| Maroc       | Nhất nhóm 12    | 13                           | 1              |
| Namibia     | Nhất nhóm 10    | 2                            |                |
| Nigeria     | Nhất nhóm 3     | 15                           | 2              |
| Sénégal     | Nhất nhóm 7     | 11                           |                |
| Nam Phi     | Nhì nhóm 11     | 7                            | 1              |
| Sudan       | Nhất nhóm 4     | 7                            | 1              |
| Tunisia     | Nhì nhóm 4      | 13                           | 1              |
| Zambia      | Nhất nhóm 11    | 13                           |                |

## Trọng tài[2]
| Trọng tài               | Trợ lý trọng tài    |
| ----------------------- | ------------------- |
| Mohamed Benouza         | Brahim Djezzar      |
| Divine Evehe            | Evarist Menkouande  |
| Nishimura Yuichi        | Toru Sagara         |
| Abderrahim El Arjoun    | Redouane Achik      |
| Jerome Damon            | Enock Molefe        |
| Kokou Djaoupe           | Komi Konyoh         |
| Kacem Bennaceur         | Bechir Hassani      |
| Djamel Haimoudi         | Hae Sang-Jeong      |
| Coffi Codjia            | Celestin Ntagungira |
| Modou Sowe              | Angesom Ogbamariam  |
| Desire Gahungu          | Alex Kotey          |
| Lassina Paré            | Koman Coulibaly     |
| Peter Edibe             | Badara Diatta       |
| Inacio Manuel Candido   | Eddy Maillet        |
| Nasser Sadek Abdel Nabi | Muhmed Ssegonga     |
| Kenneth Chichenga       | Kenias Marange      |

## Vòng đấu bảng
Tất cả thời gian là giờ địa phương tại nơi diễn ra trận đấu.

### Bảng A
| Đội     | Tr | T | H | B | BT | BB | HS | Đ |
| ------- | -- | - | - | - | -- | -- | -- | - |
| Ghana   | 3  | 3 | 0 | 0 | 5  | 1  | +4 | 9 |
| Guinée  | 3  | 1 | 1 | 1 | 5  | 5  | 0  | 4 |
| Maroc   | 3  | 1 | 0 | 2 | 7  | 6  | +1 | 3 |
| Namibia | 3  | 0 | 1 | 2 | 2  | 7  | −5 | 1 |

| Ghana                             | 2–1      | Guinée       |
| --------------------------------- | -------- | ------------ |
| A. Gyan 55' (ph.đ.) · Muntari 90' | Chi tiết | Kalabane 65' |

| Namibia      | 1–5      | Maroc                                                  |
| ------------ | -------- | ------------------------------------------------------ |
| Brendell 24' | Chi tiết | Alloudi 1', 5', 28' · Sektioui 40' (ph.đ.) · Zerka 74' |

| Guinée                                    | 3–2      | Maroc                           |
| ----------------------------------------- | -------- | ------------------------------- |
| Feindouno 11', 63' (ph.đ.) · Bangoura 59' | Chi tiết | Aboucherouane 60' · Ouaddou 90' |

| Ghana     | 1–0      | Namibia |
| --------- | -------- | ------- |
| Agogo 41' | Chi tiết |         |

| Ghana                    | 2–0      | Maroc |
| ------------------------ | -------- | ----- |
| Essien 26' · Muntari 45' | Chi tiết |       |

| Guinée    | 1–1      | Namibia      |
| --------- | -------- | ------------ |
| Youla 62' | Chi tiết | Brendell 80' |

### Bảng B
| Đội         | Tr | T | H | B | BT | BB | HS | Đ |
| ----------- | -- | - | - | - | -- | -- | -- | - |
| Bờ Biển Ngà | 3  | 3 | 0 | 0 | 8  | 1  | +7 | 9 |
| Nigeria     | 3  | 1 | 1 | 1 | 2  | 1  | +1 | 4 |
| Mali        | 3  | 1 | 1 | 1 | 1  | 3  | −2 | 4 |
| Bénin       | 3  | 0 | 0 | 3 | 1  | 7  | −6 | 0 |

| Nigeria | 0–1      | Bờ Biển Ngà |
| ------- | -------- | ----------- |
|         | Chi tiết | Kalou 66'   |

| Mali                | 1–0      | Bénin |
| ------------------- | -------- | ----- |
| Kanouté 49' (ph.đ.) | Chi tiết |       |

| Bờ Biển Ngà                                         | 4–1      | Bénin          |
| --------------------------------------------------- | -------- | -------------- |
| Drogba 40' · Y. Touré 44' · Keïta 53' · Dindane 63' | Chi tiết | Omotoyossi 90' |

| Nigeria | 0–0      | Mali |
| ------- | -------- | ---- |
|         | Chi tiết |      |

| Nigeria                | 2–0      | Bénin |
| ---------------------- | -------- | ----- |
| Mikel 53' · Yakubu 86' | Chi tiết |       |

| Bờ Biển Ngà                       | 3–0      | Mali |
| --------------------------------- | -------- | ---- |
| Drogba 9' · Zoro 54' · Sanogo 86' | Chi tiết |      |

### Bảng C
| Đội      | Tr | T | H | B | BT | BB | HS | Đ |
| -------- | -- | - | - | - | -- | -- | -- | - |
| Ai Cập   | 3  | 2 | 1 | 0 | 8  | 3  | +5 | 7 |
| Cameroon | 3  | 2 | 0 | 1 | 10 | 5  | +5 | 6 |
| Zambia   | 3  | 1 | 1 | 1 | 5  | 6  | −1 | 4 |
| Sudan    | 3  | 0 | 0 | 3 | 0  | 9  | −9 | 0 |

| Ai Cập                                  | 4–2      | Cameroon               |
| --------------------------------------- | -------- | ---------------------- |
| Hosny 14' (ph.đ.), 82' · Zidan 17', 45' | Chi tiết | Eto'o 51', 90' (ph.đ.) |

| Sudan | 0–3      | Zambia                                        |
| ----- | -------- | --------------------------------------------- |
|       | Chi tiết | Chamanga 2' · J. Mulenga 50' · F. Katongo 59' |

| Cameroon                                                  | 5–1    | Zambia         |
| --------------------------------------------------------- | ------ | -------------- |
| Geremi 28' · Job 32', 82' · Emana 44' · Eto'o 66' (ph.đ.) | Report | C. Katongo 90' |

| Ai Cập                                  | 3–0      | Sudan |
| --------------------------------------- | -------- | ----- |
| Hosny 29' (ph.đ.) · Aboutreika 78', 83' | Chi tiết |       |

| Cameroon                                      | 3–0      | Sudan |
| --------------------------------------------- | -------- | ----- |
| Eto'o 27' (ph.đ.), 90' · El Khider 33' (l.n.) | Chi tiết |       |

| Ai Cập   | 1–1      | Zambia         |
| -------- | -------- | -------------- |
| Zaki 15' | Chi tiết | C. Katongo 88' |

### Bảng D
| Đội     | Tr | T | H | B | BT | BB | HS | Đ |
| ------- | -- | - | - | - | -- | -- | -- | - |
| Tunisia | 3  | 1 | 2 | 0 | 5  | 3  | +2 | 5 |
| Angola  | 3  | 1 | 2 | 0 | 4  | 2  | +2 | 5 |
| Sénégal | 3  | 0 | 2 | 1 | 4  | 6  | −2 | 2 |
| Nam Phi | 3  | 0 | 2 | 1 | 3  | 5  | −2 | 2 |

| Tunisia               | 2–2      | Sénégal                     |
| --------------------- | -------- | --------------------------- |
| Jemâa 9' · Traoui 82' | Chi tiết | Bayal Sall 45' · Kamara 66' |

| Nam Phi         | 1–1      | Angola      |
| --------------- | -------- | ----------- |
| van Heerden 87' | Chi tiết | Manucho 29' |

| Sénégal         | 1–3      | Angola                        |
| --------------- | -------- | ----------------------------- |
| Diagne-Faye 20' | Chi tiết | Manucho 50', 67' · Flávio 78' |

| Tunisia                        | 3–1      | Nam Phi    |
| ------------------------------ | -------- | ---------- |
| Santos 8', 34' · Ben Saada 32' | Chi tiết | Mphela 87' |

| Sénégal       | 1–1      | Nam Phi         |
| ------------- | -------- | --------------- |
| H. Camara 36' | Chi tiết | van Heerden 14' |

| Tunisia | 0–0      | Angola |
| ------- | -------- | ------ |
|         | Chi tiết |        |

## Vong đấu loại trực tiếp
|  | Tứ kết              | Tứ kết             |                    |   | Bán kết       | Bán kết       |  |  | Chung kết | Chung kết |
|  |                     |                    |                    |   |               |               |  |  |           |           |
|  | 3 tháng 2 - Accra   |                    |                    |   |               |               |  |  |           |           |
|  |                     |                    |                    |   |               |               |  |  |           |           |
|  | Ghana               | 2                  |                    |   |               |               |  |  |           |           |
|  | Ghana               | 2                  | 6 tháng 2 - Accra  |   |               |               |  |  |           |           |
|  | Nigeria             | 1                  |                    |   |               |               |  |  |           |           |
|  | Nigeria             | 1                  | Ghana              | 0 |               |               |  |  |           |           |
|  | 4 tháng 2 - Tamale  |                    | Ghana              | 0 |               |               |  |  |           |           |
|  |                     | Cameroon           | 1                  |   |               |               |  |  |           |           |
|  | Tunisia             | Cameroon           | 1                  | 2 |               |               |  |  |           |           |
|  | Tunisia             |                    | 10 tháng 2 - Accra | 2 |               |               |  |  |           |           |
|  | Cameroon (h.p.)     | 3                  |                    |   |               |               |  |  |           |           |
|  | Cameroon (h.p.)     | 3                  | Cameroon           | 0 |               |               |  |  |           |           |
|  | 4 tháng 2 - Kumasi  |                    | Cameroon           | 0 |               |               |  |  |           |           |
|  |                     | Ai Cập             | 1                  |   |               |               |  |  |           |           |
|  | Ai Cập              | Ai Cập             | 1                  | 2 |               |               |  |  |           |           |
|  | Ai Cập              | 7 tháng 2 - Kumasi |                    | 2 |               |               |  |  |           |           |
|  | Angola              | 1                  |                    |   |               |               |  |  |           |           |
|  | Angola              | 1                  | Ai Cập             | 4 |               |               |  |  |           |           |
|  | 3 tháng 2 - Sekondi |                    | Ai Cập             | 4 |               |               |  |  |           |           |
|  |                     | Bờ Biển Ngà        | 1                  |   | Tranh hạng ba | Tranh hạng ba |  |  |           |           |
|  | Bờ Biển Ngà         | Bờ Biển Ngà        | 1                  | 5 | Tranh hạng ba | Tranh hạng ba |  |  |           |           |
|  | Bờ Biển Ngà         |                    | 9 tháng 2 - Kumasi | 5 |               |               |  |  |           |           |
|  | Guinée              | 0                  |                    |   |               |               |  |  |           |           |
|  | Guinée              | 0                  | Ghana              | 4 |               |               |  |  |           |           |
|  |                     |                    |                    |   |               |               |  |  |           |           |
|  | Bờ Biển Ngà         | 2                  |                    |   |               |               |  |  |           |           |
|  | Bờ Biển Ngà         | 2                  |                    |   |               |               |  |  |           |           |

### Tứ kết
| Ghana                    | 2–1      | Nigeria            |
| ------------------------ | -------- | ------------------ |
| Essien 45+2' · Agogo 83' | Chi tiết | Yakubu 35' (ph.đ.) |

| Bờ Biển Ngà                                           | 5–0      | Guinée |
| ----------------------------------------------------- | -------- | ------ |
| Keïta 25' · Drogba 70' · Kalou 72', 81' · B. Koné 85' | Chi tiết |        |

| Ai Cập                       | 2–1      | Angola      |
| ---------------------------- | -------- | ----------- |
| Hosny 23' (ph.đ.) · Zaki 38' | Chi tiết | Manucho 27' |

| Tunisia                       | 2–3 (s.h.p.) | Cameroon                   |
| ----------------------------- | ------------ | -------------------------- |
| Ben Saada 34' · Chikhaoui 81' | Chi tiết     | Mbia 18', 93' · Geremi 27' |

### Bán kết
| Ghana | 0–1      | Cameroon   |
| ----- | -------- | ---------- |
|       | Chi tiết | N'Kong 72' |

| Bờ Biển Ngà | 1–4      | Ai Cập                                      |
| ----------- | -------- | ------------------------------------------- |
| Keita 63'   | Chi tiết | Fathy 12' · Zaki 61', 67' · Aboutrika 90+1' |

### Tranh hạng ba
| Ghana                                                    | 4–2      | Bờ Biển Ngà     |
| -------------------------------------------------------- | -------- | --------------- |
| Muntari 10' · Owusu-Abeyie 70' · Agogo 80' · Dramani 84' | Chi tiết | Sanogo 24', 32' |

### Chung kết
| Cameroon | 0–1      | Ai Cập        |
| -------- | -------- | ------------- |
|          | Chi tiết | Aboutrika 77' |

## Vô địch
| Vô địch Cúp bóng đá châu Phi 2008 Ai Cập Lần thứ sáu |

## Các giải thưởng
| - Hosny Abd Rabo | - Samuel Eto'o - 5 bàn |

### Thủ môn xuất sắc nhất
Essam El-Hadary

### Đội hình tiêu biểu[5]
| Thủ môn         | Hậu vệ                                  | Tiền vệ                                                                    | Tiền đạo         |
| --------------- | --------------------------------------- | -------------------------------------------------------------------------- | ---------------- |
| Essam El-Hadary | Geremi Njitap Wael Gomaa Michael Essien | Sulley Muntari Yaya Touré Alexandre Song Hosny Abd Rabo Mohamed Aboutreika | Amr Zaky Manucho |

Dự bị
- Richard Kingson
- Hany Saïd
- Ahmed Fathy
- Frej Saber
- Stéphane Mbia
- Didier Drogba
- Abdul Kader Keïta

## Cầu thủ ghi bàn
| 5 bàn - Samuel Eto'o 4 bàn - Manucho - Hosny Abd Rabo - Mohamed Aboutreika - Amr Zaky 3 bàn - Junior Agogo - Sulley Muntari - Didier Drogba - Salomon Kalou - Abdul Kader Keïta - Boubacar Sanogo - Soufiane Alloudi 2 bàn - Geremi Njitap - Joseph-Désiré Job - Stéphane Mbia - Mohamed Zidan - Michael Essien - Pascal Feindouno | 2 bàn (tiếp) - Brian Brendell - Yakubu Aiyegbeni - Elrio van Heerden - Chaouki Ben Saada - Francileudo dos Santos - Chris Katongo 1 bàn - Flávio - Razak Omotoyossi - Achille Emana - Alain Nkong - Ahmed Fathy - Haminu Dramani - Asamoah Gyan - Quincy Owusu-Abeyie - Ismaël Bangoura - Oumar Kalabane - Souleymane Youla - Aruna Dindane - Bakari Koné - Yaya Touré | 1 bàn (tiếp) - Marco Zoro - Frédéric Kanouté - Hicham Aboucherouane - Abdeslam Ouaddou - Tarik Sektioui - Monsef Zerka - Mikel John Obi - Moustapha Bayal Sall - Henri Camara - Abdoulaye Diagne-Faye - Diomansy Kamara - Katlego Mphela - Yassine Chikhaoui - Issam Jemâa - Mejdi Traoui - James Chamanga - Felix Katongo - Jacob Mulenga Ghi bàn vào lưới nhà - Mohammed Ali El Khider (trong trận gặp Cameroon) |

## Thống kê thành tích
| Vt                  | Đội tuyển   | St | T | H | B | Bt | Bb | Hs  | Đ  |
| ------------------- | ----------- | -- | - | - | - | -- | -- | --- | -- |
| 1                   | Ai Cập      | 6  | 5 | 1 | 0 | 15 | 5  | +10 | 16 |
| 2                   | Cameroon    | 6  | 4 | 0 | 2 | 14 | 8  | +6  | 12 |
| 3                   | Ghana       | 6  | 5 | 0 | 1 | 11 | 5  | +6  | 15 |
| 4                   | Bờ Biển Ngà | 6  | 4 | 0 | 2 | 16 | 9  | +7  | 12 |
| Bị loại ở tứ kết    |             |    |   |   |   |    |    |     |    |
| 5                   | Tunisia     | 4  | 1 | 2 | 1 | 7  | 6  | +1  | 5  |
| 6                   | Angola      | 4  | 1 | 2 | 1 | 5  | 4  | +1  | 5  |
| 7                   | Nigeria     | 4  | 1 | 1 | 2 | 3  | 3  | 0   | 4  |
| 8                   | Guinée      | 4  | 1 | 1 | 2 | 5  | 10 | −5  | 4  |
| Bị loại ở vòng bảng |             |    |   |   |   |    |    |     |    |
| 9                   | Zambia      | 3  | 1 | 1 | 1 | 5  | 6  | −1  | 4  |
| 10                  | Mali        | 3  | 1 | 1 | 1 | 1  | 3  | −2  | 4  |
| 11                  | Maroc       | 3  | 1 | 0 | 2 | 7  | 6  | +1  | 3  |
| 12                  | Sénégal     | 3  | 0 | 2 | 1 | 4  | 6  | −2  | 2  |
| 13                  | Nam Phi     | 3  | 0 | 2 | 1 | 3  | 5  | −2  | 2  |
| 14                  | Namibia     | 3  | 0 | 1 | 2 | 2  | 7  | −5  | 1  |
| 15                  | Bénin       | 3  | 0 | 0 | 3 | 1  | 7  | −6  | 0  |
| 16                  | Sudan       | 3  | 0 | 0 | 3 | 0  | 9  | −9  | 0  |